# Sandwater
Das Sandwater bei Simonswolde (Gemeinde Ihlow) im Landkreis Aurich ist ein flacher Niedermoorsee am Geestrand und zählt zu den wenigen erhalten gebliebenen natürlichen "Binnenmeeren" Ostfrieslands.

## Beschreibung
Das Stillgewässer bildete sich wahrscheinlich in der Warmzeit des Atlantikums vor rund 5000 Jahren erstmals, verschwand dann vorübergehend nach einer Landhebung und Klimaänderung, um vor circa 2000 Jahren wieder zu erstehen.
Das Sandwater und einige umliegende Feuchtgebiete waren seit 1973 in einer Gesamtgröße von 59 Hektar als Naturschutzgebiet ausgewiesen. Zum 15. Mai 2021 ging das Gebiet im neu ausgewiesenen Naturschutzgebiet „Fehntjer Tief und Umgebung Nord“ auf. Die umfangreichen Röhrichte haben für Schilfbrüter und Wasservögel eine wichtige Funktion als Nist- und Nahrungsraum. Dieses expandierende Schilf bewirkt allerdings auch eine allmähliche Verlandung und damit Verkleinerung der offenen Wasserfläche – aktuell sind dies noch etwa 22 ha. Es prägen auch großflächige Schwimmteppiche von See- und Teichrosen den Anblick, die ebenfalls den Verschlammungs- und Verlandungsprozess beschleunigen. Seit einer Eindeichung des Sees Anfang der 1960er-Jahre und der Flächenentwässerung der Umgebung sind die ursprüngliche Hydrologie und die Trophie des Gewässers stark beeinträchtigt. Zuvor hatte sich das Sandwater durch eine besonders reichhaltige Unterwasserflora nur mäßig nährstoffreicher, sauberer Gewässer ausgezeichnet, beispielsweise durch viele aktuell seltene Arten der Laichkräuter sowie durch Vorkommen von Froschkraut (Luronium natans) und Igelschlauch (Baldellia ranunculoides). Heute lassen sich unter anderem noch Froschbiss, Wasserfeder, Schwanenblume und Pfeilkraut beobachten.
Im Winter kann der flache See bei entsprechenden Temperaturen relativ schnell zufrieren und wird dann gerne als Eislauffläche genutzt.